# Чечима
Чечима (італ. Cecima) — муніципалітет в Італії, у регіоні Ломбардія, провінція Павія.
Чечима розташована на відстані близько 430 км на північний захід від Рима, 70 км на південь від Мілана, 38 км на південь від Павії.
Населення — 247 осіб (2014).

## Демографія
Населення за роками:

Станом на 1 січня 2023 року в муніципалітеті офіційно проживали 22 іноземці з 6 країн, серед них 15 громадян країн Євросоюзу та 2 громадяни України.

## Сусідні муніципалітети
- Бриньяно-Фраската
- Годіаско
- Грем'яско
- Момпероне
- Понте-Ніцца
- Поццоль-Гроппо